# 철야
철야(徹夜) 또는 밤샘은 잠을 자지 않는 것을 가리키는 말이다. 업무, 학업, 오락 기타등등 다양한 상황에서 철야가 될 수 있다. 졸음 방지를 위해 커피 등 카페인을 포함한 음료와 약을 복용하는 경우가 많다. 특히 시험 직전에 밤을 새며 공부하는 것을 벼락치기 공부라고 한다. 또한 콘서트, 스포츠 관람 등 티켓 및 게임 소프트웨어 등의 구입을 위해 며칠 전부터 판매소나 매장 앞에서 대기하여 밤샘하는 경우도 있다.